# Semёn Alekseevič Timošenko
Semёn Alekseevič Timošenko (San Pietroburgo, 18 gennaio 1899 – Leningrado, 13 novembre 1958) è stato un regista cinematografico russo.

## Filmografia (parziale)

### Regista
- Napoleon-gaz (1915)
- Due autoblindo (1928)
- L'ammutinamento (1928)[1]
- La cospirazione dei morti (1930)
- Snajper (1931)[2]
- Tri tovarišča (1935)
- Il portiere (1936)
- Nebesnyj tichochod (1945)
- Zapasnoj igrok (1954)